# Marcus Gerards der Jüngere

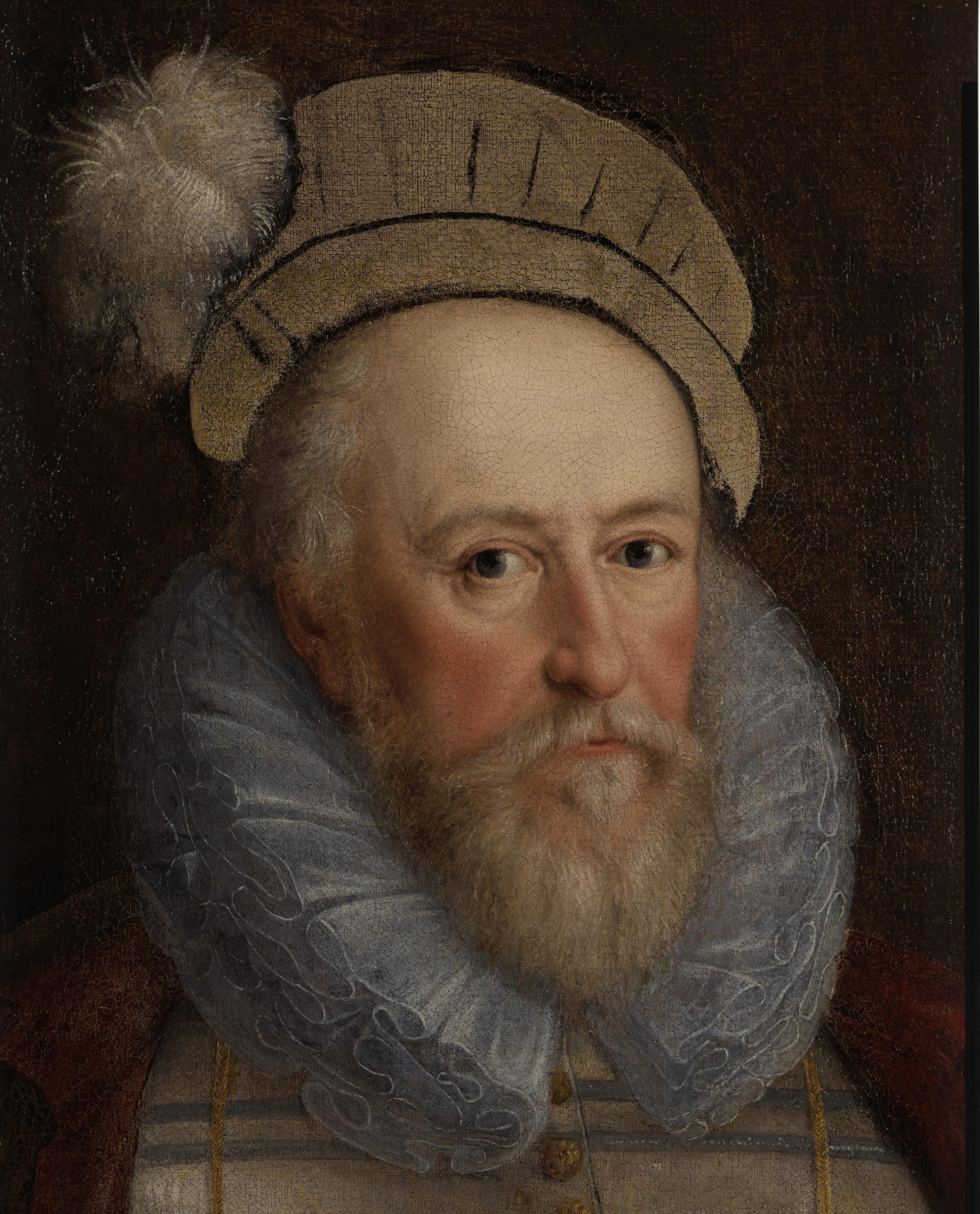
Unvollendetes Porträt von Sir Henry Lee aus dem Jahre 1600

Marcus Gerards der Jüngere (* etwa 1561 oder 1562 in Brügge; † 19. Januar 1636) war ein flämischer Renaissancemaler.

## Biographie
Aufgrund von religiöser Verfolgung in den Niederlanden floh Marcus Gerards der Ältere 1568 mit seinem Sohn nach England. Dort brachte er seinem Sohn die Kunst des Zeichnens bei, es ist auch möglich, dass Gerards der Jüngere ebenfalls von Lucas de Heere (1534–1584) ausgebildet wurde. Sein erstes Porträt ist auf das Jahr 1593 datiert. Zu diesem Zeitpunkt stand er bereits in der Gunst von Sir Henry Lee III, der damals eine bedeutende Stellung am englischen Königshofe einnahm.
Gerard der Jüngere blieb in England, anders als sein Vater, der 1587 in die Niederlande zurückkehrte, um sich dort wieder der Kunst zu widmen. Der Jüngere schaffte es, sich einen bedeutenden Ruf zu erarbeiten. Er gilt als einer der geschätztesten Porträtisten der 1590er Jahre. Besonders Anna von Dänemark, die mit dem englischen König Jakob I. liiert war, soll Gefallen an seinen Gemälden gefunden haben.
In den 1610er Jahren erhielt er noch hohe Gehälter für seine Arbeiten, er wurde sogar offiziell der königliche Hofzeichner, doch er schaffte es in dieser Zeit nicht mehr, sich gegen die neuen Künstler durchzusetzen, was seiner Position am Hofe schadete. In dem letzten zwanzig Jahren seines Lebens erhielt er vor allem von Akademikern und niederem Adel Aufträge.
Der englische Maler Ferdinando Clifton war sein Schüler.

## Werke (Auswahl)
- 1592: Porträt Elisabeths I.
- 1592: Porträt Lady Harringtons
- 1608: Zweijähriger Junge

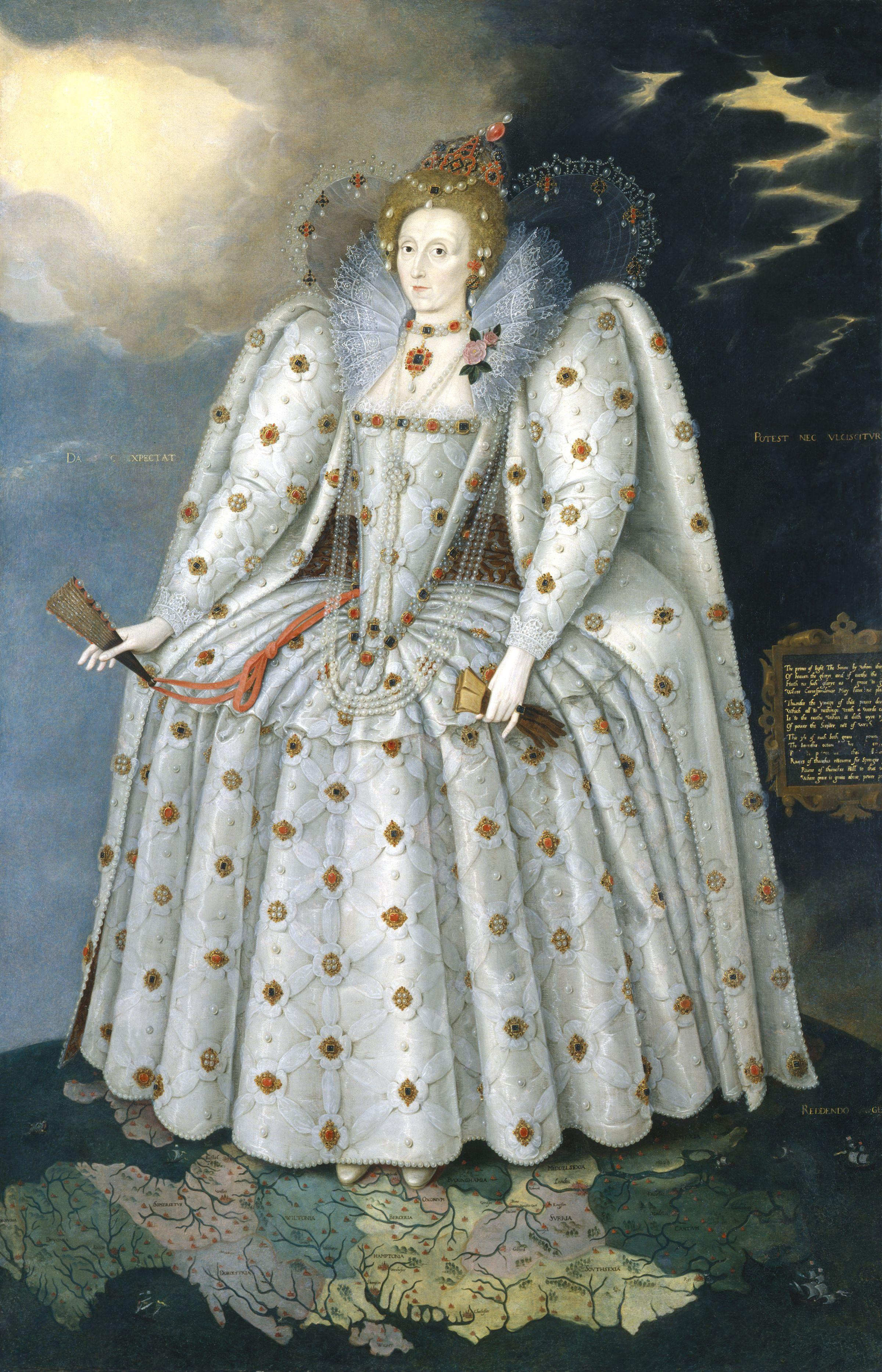
Königin Elisabeth I.

- 1610: Porträt von Sir William Fytche of Garnetts
- 1610: Porträt von Dorothy Cornwallis